# 張華浜戰鬥
張華浜戰鬥發生於1937年8月23日－27日，地點則是在中華民國上海市，是抗日戰爭中淞沪会战主要戰鬥之一，交戰一方為守軍之中國國軍，另一方則為日軍。戰鬥末了，日軍攻佔當地的車站，之後展開激烈的空襲與巷戰。